# Geertrui Windels
Geertrui Windels (Kortrijk, 14 oktober 1953) is een Belgisch politica. Ze liep school bij Onze-Lieve-Vrouw van Vlaanderen te Kortrijk. Ze studeerde af als Master in de biologie aan de Universiteit Gent in 1977. Gedurende 16 jaar was ze kabinetsmedewerker voor Onderwijs en Cultuur, en later van Gezin en Welzijn bij de CVP en de CD&V. In die hoedanigheid schreef ze mee het decreet voor de vzw De Rand ter ondersteuning van het Nederlandstalig verenigingsleven en de integratie van anderstaligen in de faciliteitengemeenten en de rand rond Brussel.
Ze woont in Sint-Genesius-Rode, een faciliteitengemeente, waar niet alleen de gemeenteraadsleden maar ook de OCMW-raadsleden en de schepenen rechtstreeks verkozen worden. Ze was daar afwisselend OCMW- of gemeenteraadslid van 1995 tot 2013 en schepen van 1 februari 2013 tot 27 maart 2017 met de Nederlandstalige eenheidslijst Respect onder het burgemeesterschap van Pierre Rolin. Ze kreeg de verantwoordelijkheid over het Nederlandstalig onderwijs, senioren, cultuur, bibliotheek, milieu en afvalbeleid. Ze was de enige Nederlandstalige schepen; de samenwerking met het overwegend Franstalige schepencollege verliep niet vlot. Ze kreeg nauwelijks budgetten en werd belemmerd bij de uitvoering van haar schepenambt. Ze heeft uiteindelijk in 2017 ontslag genomen om de mistoestanden aan de kaak te stellen. Ze werd opgevolgd door Anne Sobrie.
In 2014 heeft ze met CD&V deelgenomen aan de Europese verkiezingen. Bij de gemeenteraadsverkiezingen van 2018 was ze kandidaat voor het OCMW. Ze is sinds januari 2013 tot heden provincieraadslid voor de Provincie Vlaams-Brabant.

## Andere functies
- Stichtend lid van de vzw de Rand en van de vzw Vrij Gesubsidieerde Kleuterschool de Hoek
- Als provincieraadslid is (was) ze vertegenwoordiger van de provincie in de Raad van Bestuur van Vlabinvest, het Regionaal landschap Pajottenland en Zennevallei,[24] de Nationale Proeftuin voor Witloof (tot 2018), het Felix art Museum, de Provinciale Ontwikkelingsmaatschappij[25] en de sociale huisvestingsmaatschappij Elk zijn huis
- Als schepen van milieu was ze lid van een adviescomité van de Haviland Intercommunale IGSV tot 27 maart 2017
- Bestuurder van BOZAR tot heden
- Stille vennoot van Haanegem CV tot heden
- Van 2002 tot 2012 was ze voorzitster van het Verbond van het Katholiek Basisonderwijs en lid van de raad van bestuur van het VSKO

Ze was als vrijwilliger betrokken bij vele sociale engagementen, zoals de vzw Vogelzang, een Centrum voor Integrale Gezinszorg, de vzw Lucia, een lokaal Consultatiebureau voor het jonge kind en de vzw YouBridge.
Tot op heden is ze ambassadeur en lid van de algemene vergadering voor de NGO Trias, ambassadeur voor Grootouders voor het klimaat en is ze coördinatrice voor de vzw Eigen Kracht Centrale.

## Personalia
Geertrui Windels is dochter van Albert Windels en Yolande Callens. Zij is de echtgenote van Herman Van Rompuy. Ze hebben samen 4 kinderen, waaronder Peter Van Rompuy, Laura, Elke en Thomas en 9 kleinkinderen.